# Гутай (Бурятія)
Гутай (рос. Гутай) — улус Бичурського району, Бурятії Росії. Входить до складу Сільського поселення Новосретенське.
Населення — 209 осіб (2015 рік).